# Papamosques d'Arunachal Pradesh
El papamosques d'Arunachal Pradesh (Cyornis magnirostris) és una espècie d'ocell de la família dels muscicàpids (Muscicapidae). Nidifica a l'Himàlaia oriental, des del Nepal fins a Bangladesh i hiverna al nord de la península de Malaca, a Tailàndia, Myanmar i Malàisia. El seu estat de conservació és de risc mínim.